# Акакий Мелитинский

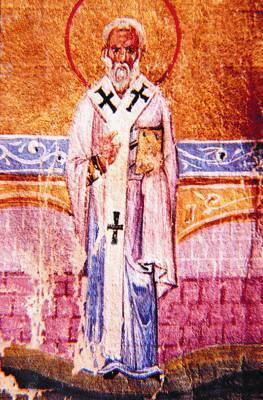
Акакий Мелитинский (миниатюра начала XI века)

Акакий Мелитинский (ок. 370 — ок. 438) — епископ, чудотворец. Боролся с несторианством на III Вселенском соборе.
Почитается в лике святителей, память в Православной церкви совершается 17 апреля (по юлианскому календарю).

## Жизнеописание
Святитель Акакий родился около 370 года в благочестивой семье в армянском городе Мелитина. По обету родителей, долго не имевших детей, он был отдан на воспитание Мелитинскому епископу Отрию, который обучил его и последовательно возвел во все степени церковного служения: от чтеца до священника. После смерти епископа Отрия на архиерейскую кафедру города Мелитина был возведен святой Акакий, который прославился мудрым управлением епархией. Согласно житию, святитель Акакий ещё при жизни стяжал дар чудотворения.
Святитель Акакий был участником III Вселенского Собора (431 год) где отстаивал исповедание двух естеств Иисуса Христа (Божественного и человеческого) и его бессеменного Рождества от Богородицы.
Святитель Акакий скончался около 438 года.